# Спурій Карвілій Максим
Спурій Карвілій Максим (лат. Spurius Carvilius Maximus; ? — після 272 до н. е.) — військовий та політичний діяч Римської республіки, консул  293 та 272 років до н. е.

## Життєпис
Походив з плебейського роду Карвіліїв. Втім його батько Гай Карвілій перейшов до стану вершників. У 299 році до н. е. став курульним еділом.
У 293 році до н. е. його обрано консулом разом з Луцієм Папірієм Курсором. Під час своєї каденції здобув низку перемог над самнітами у Кампанії. Здобув міста Амітерни, Коміній, Елею, Палумбін, Геркуланум. Найбільш значущою була битва при Аквілоні, де знищено самнітську армію. Втім це успіх є заслугою обох консулів. Того ж року придушив повстання фалісків в Етрурії, захопивши 6 міст. За це Карвілій отримав тріумф. Зібравши багату здобич, він роздав своїм легіонерам великі подарунки і побудував храм Фортуни. За рахунок здобутої бронзи наказав звести велику статую Юпітера на Капітолії.
У 292 році до н. е. він як легат консула Децима Юнія Брута Сцеви воював в Етрурії.
У 289 році до н. е. його ймовірно обрано цензором разом Квінтом Фабієм Максимом Гургом.
У 272 році до н. е. його вдруге обрано консулом знову разом з Луцієм Папірієм Курсором. Скориставшись тим, що цар Пірр залишив Італію, консули рушили на південь півострова. Розбив армію самнітів, а згодом бруттїв. Згодом підкорив м. Тарент. За все це отримав тріумф. Подальша доля не відома.

## Родина
- Спурій Карвілій Максим Руга, консул 234 та 228 років до н. е.